# Arbeitselektrode
Eine Arbeitselektrode ist eine Elektrode, an der elektrochemische Vorgänge in kontrollierter Weise ablaufen. Dazu wird das Potential der Arbeitselektrode mit Hilfe einer Referenzelektrode gemessen und gegebenenfalls mit einer geeigneten Anordnung (beispielsweise einem Potentiostat) geregelt.
In vielen elektrochemischen Untersuchungen und Prozessen werden inerte Arbeitselektroden verwendet. Das heißt, die Arbeitselektrode dient als Oberfläche, an der elektrochemische Reaktionen von Stoffen ablaufen können, die im Elektrolyt gelöst sind, ohne dass die Arbeitselektrode an der eigentlichen Reaktion beteiligt ist. Je nach Potential der Arbeitselektrode können die gelösten Stoffe oxidiert oder reduziert werden. Die Arbeitselektrode dient lediglich als Elektronenakzeptor oder Elektronendonator. Gebräuchliche Materialien für inerte Arbeitselektroden sind Quecksilber, Gold, Platin und Glaskohlenstoff (englisch glassy carbon).